# Hurricane Chris
 (octobre 2015).
Si vous disposez d'ouvrages ou d'articles de référence ou si vous connaissez des sites web de qualité traitant du thème abordé ici, merci de compléter l'article en donnant les références utiles à sa vérifiabilité et en les liant à la section « Notes et références ».
Hurricane Chris, de son vrai nom Chris Dooley, Jr., né le 27 février 1989 à Shreveport, est un rappeur américain.

## Biographie
Il est signé sur le label Collipark Music du producteur de rap sudiste Mr. Collipark, connu pour avoir découvert aussi le rappeur Soulja Boy et produit les Ying Yang Twins.
Il connaît un grand succès aux États-Unis grâce à son tube A Bay Bay extrait de son tout premier album 51/50 Ratchet. Mais c'est le tube Halle Berry (She's Fine) en hommage à la beauté de l'actrice Halle Berry qui assoit sa notoriété.

## Affaires judiciaires
Le 19 juin 2020, il a été arrêté pour meurtre au deuxième degré à Shreveport. La police est intervenue tôt le matin à la suite d'une fusillade qui a été signalée dans une station-service. Hurricane Chris, qui conduisait une voiture volée, a prétendu qu'il avait tiré en état de légitime défense, mais la police a déclaré dans un communiqué de presse que les images de surveillance montraient le contraire.

## Discographie

### Albums studio
- 2007 : 51/50 Ratchet
- 2009 : Unleashed

### Mixtapes
- 2007 : Louisi-Animal
- 2009 : Category 7: A Bad Azz Hurricane (avec Lil Boosie)
- 2010 : Louisianimal, Pt. 2
- 2010 : Louisianimal 3
- 2010 : Category 5
- 2013 : Caniac